# مفيد عاصم
مفيد عاصم لاعب عراقي سابق اشتهر بمهاراته الفردية وتسجيله للاهداف واسمه الكامل مفيد عاصم جواد من مواليد 30 يونيو 1976 وهو من عائلة رياضية ووالده لاعب السكك السابق «عاصم جواد».

## انطلاقته الأولى
كانت بدايته الأولى مع براعم وأشبال وناشئين القوة الجوية بقيادة المدرب الكبير حسن سداوي واكتشفه المدرب عبد الإله عبد الحميد عندما كان يلعب لمنتخب الناشئين فقام بضمه إلى نادي الجيش.

## تدرجه مع أندية الدوري العراقي
لعب لعدة اندية في الدوري العراقي اولها نادي نادي الجيش 1992 حيث كانت أول مباراة له ضد نادي الزوراء وسجل فيها هدفاً على الحارس عامر عبد الوهاب وانتهت المباراة بالتعادل 1-1 وكان عمره عندها 16 سنة فقط بعدها لعب للقوة الجوية 1993 ثم الزوراء 1994 ثم القوة الجوية 1995 ثم الشرطة 1996-1997 ثم الزوراء 1998 ثم الشرطة 1999-2003 وأخيراً برايتي 2005.

## انجازاته على الصعيد المحلي
ان أبرز إنجازاته على الصعيد الدولي هو حصوله على المركز الرابع مع الجيش 1992 وحصوله على لقب الدوري والكأس عام 1994 مع الزوراء وكان ثاني الهدافين برصيد 15 هدفاً وحصل على المركز الثاني مع الجوية عام 1996 ومع الشرطة أحرز لقب الدوري عام 1997 ولقب بطولة ام المعارك 3 مرات وكاس المثابرة وثاني هدافين الدوري برصيد 25 هدفاً واخيراً مع نادي الزوراء حصل على لقب الدوري والكأس والمثابرة عام 1998 بينما تحصل في الدوري المحلي على بطولة الكأس مع الشرطة وعلى بطولة أم المعارك لأربع مرات وبطولة الكأس مع الطلبة.

## انجازاته مع المنتخبات الوطنية
سجل مفيد ما يقارب 64 هدفا مع المنتخبات الوطنية وابرز إنجازاته معها هو حصوله مع منتخب الشباب على بطولة الجمهورية وكان هداف البطولة برصيد 20 هدفاً وفي إحدى المباريات سجل 9 أهداف وكان يقود فريقه المدرب داوود العزاوي ومع نفس المدرب في منتخب الناشئين حصل على لقب الجمهورية مرة أخرى وحصل على لقب هداف البطولة برصيد 18 هدفاً وكان ذلك في العامين 1992-1993 ومع منتخب الشباب حصل على المركز الرابع في كاس آسيا للشباب في اندونيسيا وكان هداف تصفياتها برصيد 4 أهداف.